# Tussenwater (métro de Rotterdam)
Tussenwater (en néerlandais Tussenwater) est la dernière station, de la section commune à la ligne C et la ligne D du métro de Rotterdam. Elle est située sur la Koddeweg sur le territoire de l'arrondissement Hoogvliet, de Rotterdam au Pays-Bas.
Mise en service en 2002, elle est desservie, depuis 2009, par les rames de la ligne C et la ligne D du métro.

## Situation sur le réseau

Plan du métro.

Établie en aérien, la station de bifurcation Tussenwater, de la section commune à la ligne C et la ligne D, est établie : entre les stations Pernis, en direction : du terminus de la ligne C De Terp ou Poortugaal, en direction : du terminus de la ligne D Rotterdam-Centrale ; et la station Hoogvliet, en direction du terminus sud-ouest des lignes C et D De Akkers.
Station de bifurcation de la section commune aux lignes C et D elle dispose de quatre voies : les deux voies de la ligne C traversent la station au nord et au sud, la voie sud rejoignant la voie nord par une courbe en surplomb des deux voies de la ligne D qui traversent la station par son centre. La station dispose de deux quais centraux chacun desservi par une voie de chaque ligne, celui du sud dispose d'un quai extérieur plus en pente ascendante.

## Histoire
La station Tussenwater est mise en service le 4 novembre 2002, lors de l'ouverture à l'exploitation de la section de Marconiplein à Tussenwater.
En décembre 2009, lors de la réorganisation des lignes, elle devient une station de passage et de bifurcation de la section commune à la ligne C et la ligne D du métro.

## Services aux voyageurs

### Accès et accueil
La station, située en aérien, dispose d'un accès au niveau du sol. Elle est équipée, notamment, d'automates pour l'achat ou la recharge de titres de transport et d'un ascenseur pour l'accessibilité des personnes à la mobilité réduite.

### Desserte
Tussenwater, est desservie par les rames de la ligne C, en provenance ou à destination des terminus De Terp et De Akkers et les rames de la ligne D en provenance ou à destination des terminus Rotterdam-Centrale et De Akkers.

Installations et desserte
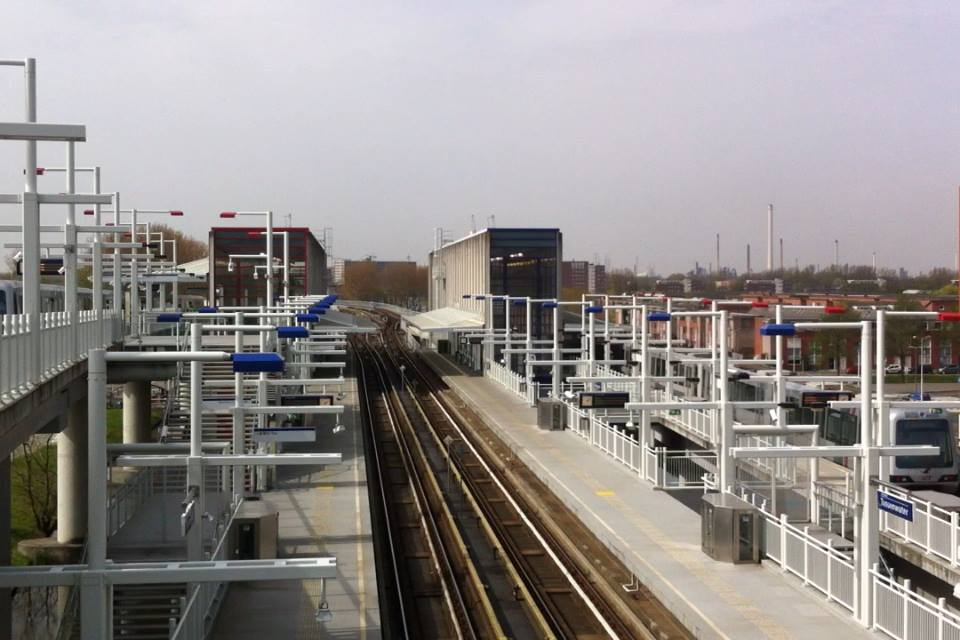
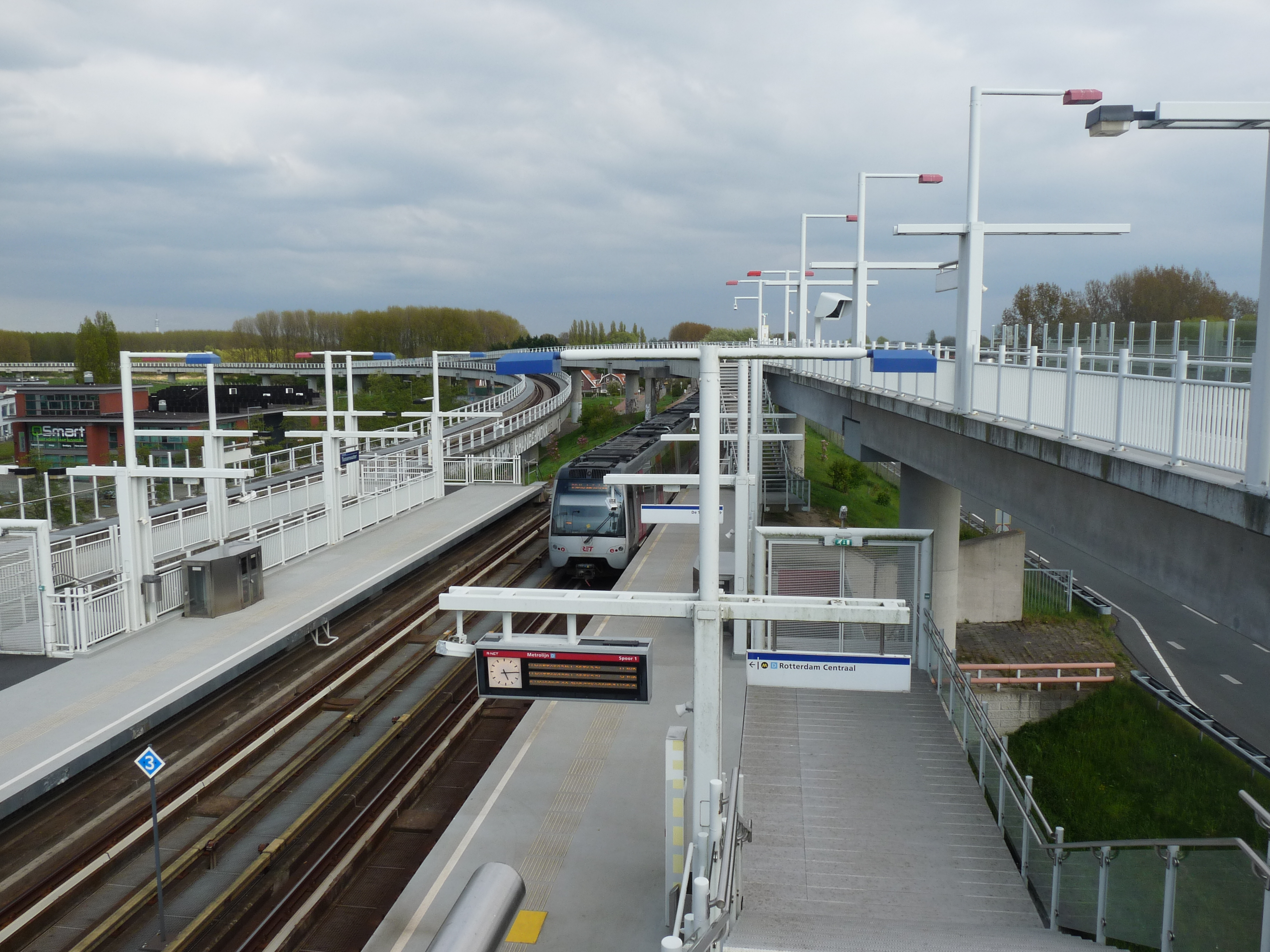
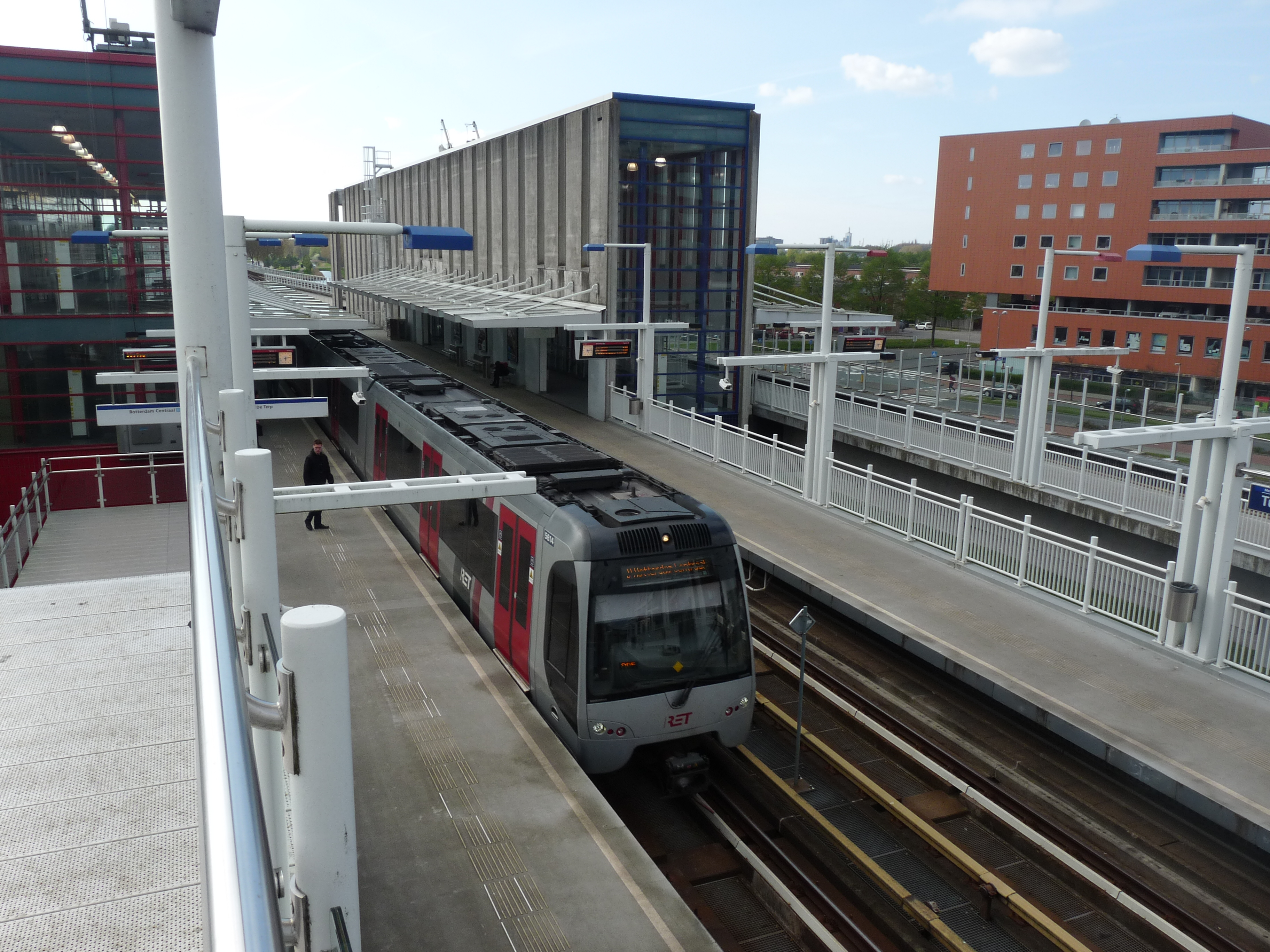

### Intermodalité
La station dispose d'un parc pour les vélos et d'un parking P+R pour les véhicules. Elle est desservie par les bus des lignes 61, 62 et 63, ainsi que par les bus BOB de la ligne B7.